# Jonathan Sisson
Jonathan Sisson (* um 1690 in Lincolnshire; † 1749) war ein englischer Optiker sowie Konstrukteur und Hersteller von astronomischen und geodätischen Messinstrumenten. Er gilt als Erfinder des modernen Theodolits.
Sisson begann als Lehrling beim Londoner Uhrmacher und Akademiemitglied George Graham (1673–1751) und machte sich 1722 in London selbständig. Er kooperierte aber weiterhin mit Graham und später auch mit dem Instrumentenbauer John Bird, insbesondere für Navigationsinstrumente. Bald wurde er durch die Präzision seiner Teilkreise und Altazimute bekannt.
Im Jahr 1725 baute er als erster einen Theodolit, der statt eines Visiers auf der Alhidade ein Messfernrohr hatte. Er verbesserte die Kreisteilung astronomischer Mauerquadranten und machte sich auch um die Weiterentwicklung tragbarer Quadranten verdient, u. a. des Davis-Quadranten.

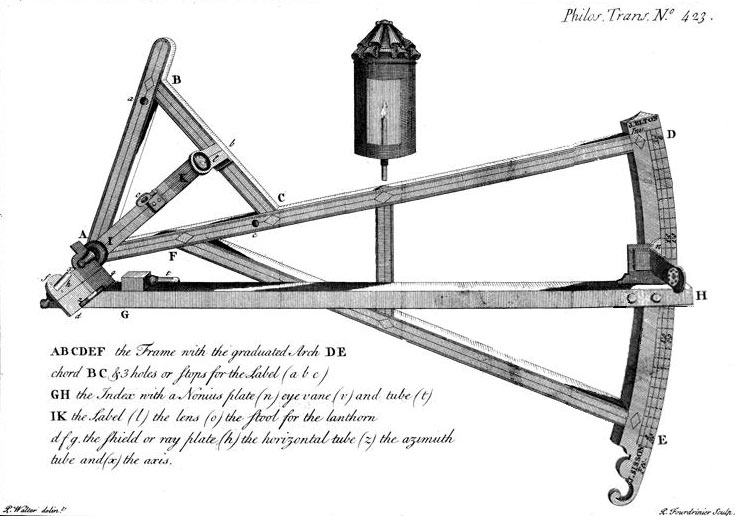
Ein Elton-Quadrant, signiert J.Sisson fecit. Die Weiterentwicklung des Davis-Quadranten erhielt einen Indexarm mit Libelle als künstlichem Horizont (Philosoph.Transactions, Royal Society 1731).

Seine Erzeugnisse waren europaweit durch ihre hohe Präzision bekannt; einen seiner Großaufträge erhielt er für die 1727 gegründete Universitätssternwarte La Specola in Bologna. Mit John Bird baute er für Greenwich den großen 8-Fuß-Mauerquadranten und für Le Monnier jenen der Pariser Sternwarte.
Sein Sohn, der junge Sisson Jeremiah Sisson (1736–1788)  übernahm nach dem Vater die Londoner Firma. Der von ihm erfundene Navigationskreisel (rotierende Spiegel) diente auf Schiffen als Künstlicher Horizont.
Seit April 2021 trägt der Sisson Rock in der Antarktis seinen Namen.